# Zhou Xianwang
Zhou Xianwang (Chinês: 周先旺, chinês simplificado: Zhōu Xiānwàng, Jianshi County, novembro de 1962) é um administrador e político chinês. Atualmente atua  como vice-presidente do Comitê Provincial de Hubei da Conferência Consultiva Política do Povo Chinês (CCPPC).  Anteriormente, Xianwang atuou como vice-secretário do Comitê do Partido e prefeito de Wuhan. Ingressou  no mercado de trabalho em setembro de 1980 e filiou-se ao Partido Comunista da China (PCC) em janeiro de 1987.

## Biografia
Zhou nasceu no condado de Jianshi, em Hubei, em novembro de 1962. Graduou-se no curso de Administração da Universidade de Hubei, no ano de 1989. Zhou atuou em seu condado ao longo de muitos, o que o fez ser promovido a magistrado adjunto do Comitê do Partido do Partido Comunista Chinês (PCC) em fevereiro de 1993. Xianwang foi secretário da cidade de Enshi Tujia e tornou-se membro da Liga da Juventude Comunista da China em janeiro de 1994 e ocupou esse cargo até setembro de 1995.
Em setembro de 1995, ele foi promovido a secretário adjunto do partido e magistrado do condado de Xuan'en, em Hubei, cargo que ocupou até abril de 1998. Após a saída do cargo, tornou-se vice-prefeito de Enshi Tujia, sendo promovido ao cargo de prefeito da cidade quatro anos depois, em 2002.
Em fevereiro de 2008, foi nomeado chefe do Departamento Provincial de Comércio de Hubei e diretor do Gabinete Provincial de Investimento Estrangeiro de Hubei, permaneceu nessa posição até novembro de 2012, quando foi transferido para Huangshi e nomeado secretário do partido.
Xianwang, em maio de 2018, foi nomeado prefeito de Wuhan, substituindo Wan Yong. Em 21 de janeiro, ofereceu seu cargo a renúncia, após problemas em sua gestão em relação à Pandemia de COVID-19. Após sua renúncia, em 26 de janeiro de 2021, foi eleito vice-presidente do Comitê Provincial de Hubei da Conferência Consultiva Política do Povo Chinês (CCPPC).

## Controvérsias
Em dezembro de 2019, foi notificado uma nova variação viral - que ficou conhecida posteriormente como COVID-19 - em Wuhan, na China. Parte da população local acusou Zhou e seu superior, o secretário do Partido Ma Guoqiang, de serem lentos para responder à epidemia.
No dia  27 de janeiro de 2020, em uma entrevista no Televisão Central da China (CCTV), Zhou reconheceu que o governo da cidade não divulgou prontamente informações sobre o surto, afirmando que "como governo local, precisamos obter autorização antes da divulgação", o que levou muitos a pensar que ele estava apontando para o governo central por demorar em dar-lhe autorização. Zhou então ofereceu seu cargo para renúncia.
Além disso, Zhou foi criticado por hospedar o banquete Baibuting em 18 de janeiro de 2020, onde 40.000 famílias Wuhan cozinharam e comeram uma refeição comunitária em comemoração ao Ano Novo, cinco dias antes de a cidade entrar em confinamento.